# Danske rekorder i banecykling
De danske rekorder i banecykling er absolutte rekorder, dvs uden hensyn til om rekorden er sat inden- eller udenddørs, eller om den er sat af en amatør eller professionel rytter.

## Mænd

### Flyvende start
- 200 meter: William Rimkratt-Milkowski, 10,105 sek. 30. maj 2018 i Krylatskoye Sports Complex Velodrome, Moskva, Rusland
- 500 meter: Joachim Ritter, 26.151 sek. 13.oktober 2021 i Aguascalientes , Mexico.

### Fast start
- 1.000 meter: Rasmus Lund Pedersen, 1:01,067 1. december 2018 i Berlin, Tyskland (WC)
- 3.000 meter: Rasmus Lund Pedersen, 03:14,532, Juli, Aigle, Schweiz (JUN VM)
- 4.000 meter: Lasse Norman Hansen, 4.14,982, 14. august 2016 i Rio Olympic Velodrome, Rio de Janeiro, Brasilien (OL)
- 4.000 meter hold: Rasmus Lund Pedersen, Julius Johansen, Frederik Rodenberg, Lasse Norman Hansen, 3.44.672 min., 27. februar 2020 i Berlin, Tyskland (VM)
- 1 time: Martin Toft Madsen 53,730 km 13. August 2019 i cykelbanen i Odense, Danmark.

## Damer

### Flyvende start
- 200 meter: Janni Bormann, 12,030 sek. 18.10.2019 i Manchester
- 500 meter Mie Bekker Lacota, 32,692 sek. 25. februar 2005 i Ballerup Super Arena

### Fast start
- 500 meter: Amalie Dideriksen, 36,875 sek. 9. november 2014 i Ballerup Super Arena
- 3.000 meter: Amalie Dideriksen 3:30,600 min. 15. juli 2015 i Athens Olympic Velodrome, Athen, Grækenland (EM)